# Néstor Kirchner
Néstor Carlos Kirchner (Río Gallegos, 25 de fevereiro de 1950 – El Calafate, 27 de outubro de 2010) foi um advogado e político argentino, que serviu como presidente de seu país de 2003 a 2007 e governador de Santa Cruz de 1991 a 2003. Ideologicamente peronista e social-democrata, também foi presidente do Partido Justicialista entre 2008 e 2010, e sua abordagem política foi caracterizada como Kirchnerismo.
Nascido na província de Santa Cruz, Kirchner estudou direito na Universidade Nacional de La Plata. Nesta época, conheceu e se casou com Cristina Fernández, com quem voltou para Río Gallegos após a formatura e abriu um escritório de advocacia. Os comentaristas o criticaram pela falta de ativismo legal durante a Guerra Suja, uma questão que se envolveu como presidente. Kirchner concorreu para prefeito de Río Gallegos em 1987 e para governador de Santa Cruz em 1991. Foi reeleito governador em 1995 e 1999 devido a uma alteração da constituição provincial. Kirchner tomou partido do governador da província de Buenos Aires, Eduardo Duhalde, contra o presidente Carlos Menem. Embora Duhalde tenha perdido a eleição presidencial de 1999, ele foi nomeado presidente pelo Congresso quando os presidentes anteriores Fernando de la Rúa e Adolfo Rodríguez Saá renunciaram em meio aos protestos de dezembro de 2001. Duhalde sugeriu que Kirchner concorresse à presidência em 2003, com o objetivo de evitar o retorno de Menem ao cargo. Menem ganhou uma pluralidade de votos no primeiro turno da eleição presidencial, mas, temendo que perderia no turno, abandou a disputa, fazendo com que Kirchner se tornasse presidente.
Kirchner assumiu o cargo em 25 de maio de 2003. Roberto Lavagna, creditado pela recuperação econômica durante a presidência de Duhalde, foi retido como ministro da Economia e continuou suas políticas econômicas. A Argentina negociou uma permuta para sua dívida nacional e reembolsou o Fundo Monetário Internacional. O Instituto Nacional de Estatística e Censos da Argentina interveio para subestimar a crescente inflação. Vários juízes da Suprema Corte demitiram-se enquanto temiam o impeachment e novos juízes foram nomeados. A anistia por crimes cometidos durante a Guerra Suja na aplicação das leis de Ponto Final e Obediência Devida e os indultos presidenciais foram revogados e declarados inconstitucionais. Isso levou a novos julgamentos para os militares que serviram durante a década de 1970. A Argentina aumentou sua integração com outros países latino-americanos, interrompendo seu alinhamento automático com os Estados Unidos, como ocorrido na década de 1990. As eleições de meio de mandato de 2005 foram uma vitória para Kirchner e sinalizaram o fim da supremacia de Duhalde na província de Buenos Aires.
Em vez de tentar a reeleição, Kirchner se afastou em 2007 em apoio à sua esposa, que foi eleita presidente. Ele participou da fracassada Operação Emmanuel para libertar reféns das FARC e foi derrotado por pouco nas eleições de meio de mandato de 2009 para a Câmara dos Deputados na Província de Buenos Aires. Kirchner foi nomeado secretário-geral da UNASUL em 2010. Ele e sua esposa estiveram envolvidos (diretamente ou por meio de seus assessores próximos) no escândalo político conhecido como "Rota do Dinheiro K". Kirchner morreu vitimado por uma parada cardíaca em outubro de 2010 e recebeu um funeral de Estado.

## Início de vida
Néstor Carlos Kirchner (pronúncia em espanhol: [ˈnestoɾ ˈkaɾlos ˈkiɾʃneɾ]) nasceu em 25 de fevereiro de 1950 em Río Gallegos, Santa Cruz, na época um território federal. Seu pai, Néstor Carlos Kirchner (1917-1981), conheceu a chilena María Juana Ostoić, de direta ascendência croata, por telegrafia. Eles tiveram três filhos: Néstor, Alicia e María Cristina. Néstor fazia parte da terceira geração de Kirchner que moravam na cidade. Como resultado da tosse convulsa, desenvolveu estrabismo em uma idade precoce; no entanto, recusou-se a fazer tratamento médico pois considerava seu olho uma parte de sua autoimagem. Quando Kirchner estava no ensino médio, considerou brevemente se tornar um professor, mas a fraca dicção o impediu; também não teve sucesso no basquetebol.

Kirchner mudou-se para La Plata em 1969 para estudar direito na Universidade Nacional. Durante este período, o declínio da Revolução Argentina, o retorno de Juan Perón do exílio, a eleição de Héctor Cámpora como presidente, sua renúncia e eleição de Perón, e o início da Guerra Suja levaram a uma severa turbulência política. Kirchner se juntou à Federação Universitária para a Revolução Nacional (FURN), um grupo político composto por estudantes políticos cuja relação com os guerrilheiros de Montoneros é um objeto de discussão. Kirchner não era um líder do grupo. Estava presente no massacre de Ezeiza, em que atiradores peronistas de direita abriram fogo em uma festa de retorno de Juan Perón no Aeroporto Internacional de Ezeiza. Também esteve presente na expulsão de Montoneros da Plaza de Mayo. Embora conhecesse muitos membros dos Montoneros, não era um membro do grupo. Quando os Montoneros foram proibidos por Perón, deixou FURN.
Em 1974, Kirchner conheceu Cristina Fernández, três anos mais jovem, e eles rapidamente se apaixonaram. Casaram-se depois de um namoro limitado a seis meses pela turbulência política no país. Na cerimônia civil, os amigos de Kirchner cantaram a canção peronista "Los Muchachos Peronistas". Kirchner graduou-se um ano depois, voltou para a Patagônia com Cristina, e estabeleceu um escritório de advocacia com o seu colega advogado Domingo Ortiz de Zarate. Cristina se juntou à empresa em 1979. Na época da graduação de Kirchner e de sua mudança para a Patagônia, Juan Perón morreu, e sua vice-presidente e esposa Isabel Martínez de Perón se tornou presidente. Isabel Perón foi destituída por um golpe de Estado que instalou um governo militar. Os Kirchner trabalharam para bancos e grupos financeiros e seu escritório de advocacia defendeu funcionários militares acusados de cometer crimes durante a referida guerra. Os desaparecimentos forçados foram comuns no decorrer da Guerra Suja, mas, ao contrário de outros advogados da época, os Kirchner nunca assinaram um habeas corpus. Julio César Strassera, promotor do julgamento de 1985 referente ao processo contra as Juntas militares, criticou a falta de ações judiciais dos Kirchner contra os militares e considerou seu interesse posterior na questão uma forma de hipocrisia.
A Guerra Suja eventualmente terminou, e o Processo de Reorganização Nacional permitiu a atividade política em preparação para o retorno à democracia. Kirchner liderou uma das três facções internas do Partido Justicialista (PJ) local, mas o peronista Arturo Puricelli prevaleceu nas eleições primárias. Kirchner fundou a organização Ateneo Juan Domingo Perón, que apoiou a presidente deposta Isabel Perón e promoveu o diálogo político com os militares. Cristina Fernández tornou-se advogada do PJ em Santa Cruz, com a ajuda de Rafael Flores, seu ex-amigo do FURN. Raúl Alfonsín, que estava se candidatando à presidência pela União Cívica Radical (UCR), denunciou um acordo entre os militares e os sindicatos peronistas que buscaria uma anistia para os militares. Kirchner organizou uma manifestação em nome de Rodolfo Ponce, um líder sindical mencionado por Alfonsín em sua denúncia. Alfonsín ganhou a eleição presidencial de 1983, e Puricelli foi eleito governador de Santa Cruz. Puricelli procurou unificar o movimento peronista local ao adicionar membros das outras facções ao seu governo, e nomeou Kirchner para presidir o fundo provincial de previdência social.
Kirchner rapidamente expandiu as atividades e escopo de seu escritório, construindo um estado paralelo, o que logo iniciou um conflito com Puricelli. Em vez de ser demitido, Kirchner renunciou e acusou o governador de reduzir os fundos para o bem-estar social. Concorreu para prefeito de Río Gallegos em 1987, e ganhou pela escassa margem de 110 votos. Seu amigo, Rudy Ulloa Igor, ajudou-o a vencer registrando alguns grupos de imigrantes chilenos para votar (os imigrantes foram autorizados a votar em eleições para prefeito) e persuadi-los a votar em Kirchner. Julio de Vido e Carlos Zannini começaram a trabalhar com Kirchner nesta época. Kirchner usou a mídia estatal para promover suas atividades. O peronista Ricardo del Val foi eleito governador naquele ano, e a província foi impactada pela inflação em 1989. Kirchner tornou-se o principal oponente de del Val, que foi cassado e removido do cargo em 1990 devido à crise inflacionária.

## Governador de Santa Cruz
Kirchner concorreu ao governo de Santa Cruz em 1991. Embora tenha recebido apenas 30% dos votos, abaixo dos 36% da UCR, foi eleito devido à Ley de Lemas que acrescentou os votos da facção peronista de Puricelli. Quando assumiu o cargo, Santa Cruz sofria uma crise econômica, com alto desemprego e um déficit orçamentário de 1,2 bilhões de pesos, que equivalia a um número igual de dólares norte-americanos devido ao plano de convertibilidade. Kirchner expandiu o número de juízes da Suprema Corte provincial de três para cinco membros e nomeou três juízes leais, dando-lhe o controle do judiciário. Ele foi criticado por impedir a investigação de casos de corrupção. Santa Cruz recebeu 535 milhões de pesos em royalties de petróleo em 1993, que Kirchner depositou em um banco estrangeiro.
Kirchner foi eleito para a Assembleia Constituinte que elaborou a emenda de 1994 da Constituição argentina proposta pelo presidente peronista Carlos Menem. Votou contra a emenda que permitiria a reeleição do presidente, que foi aprovada. Localmente, propôs uma emenda à constituição provincial que autorizaria a reeleição indefinida do governador. Menem e Kirchner foram reeleitos para seus respectivos cargos em 1995. Kirchner estabeleceu uma facção no PJ que se opôs às políticas econômicas neoliberais de Menem, mas Eduardo Duhalde, governador da populosa província de Buenos Aires, o ignorou e provocou uma forte oposição a Menem dentro do PJ.
O número de trabalhadores estatais cresceu de 12 000 para 70 000 durante o governo de Kirchner. A criação de empregos no setor privado na província foi mínima, e empresas privadas foram embora. Um jornalista local entrevistado por Jorge Lanata disse que isso colocava restrições à liberdade econômica e permitiu que Kirchner controlasse a população. A maioria dos empregos disponíveis estava em obras públicas.
Com Menem constitucionalmente impedido de concorrer a um terceiro mandato presidencial, Duhalde concorreu à presidência em 1999. Kirchner tomou partido com Duhalde em sua disputa com Menem, e procurou ser reeleito como governador de Santa Cruz. O PJ foi derrotado a nível nacional pelo radical Fernando de la Rúa, que se tornou presidente. Kirchner foi reeleito, apesar do crescimento da UCR na província. Após uma crise econômica, de la Rúa renunciou dois anos depois durante os protestos de dezembro de 2001. O Congresso nomeou Adolfo Rodríguez Saá, governador de San Luis, como presidente interino. Quando Rodríguez Saá também renunciou, Duhalde foi nomeado presidente. Duhalde era o político com a maior legitimidade para ser nomeado presidente, já que ficou em segundo lugar na eleição de 1999 e venceu as eleições legislativas de 2001 na província de Buenos Aires, o distrito da Argentina com a maior população. Ele lentamente restaurou a economia e apressou as eleições presidenciais quando dois piqueteros foram mortos durante uma manifestação. No entanto, as eleições provinciais foram realizadas nas datas originais.

## Eleição presidencial de 2003

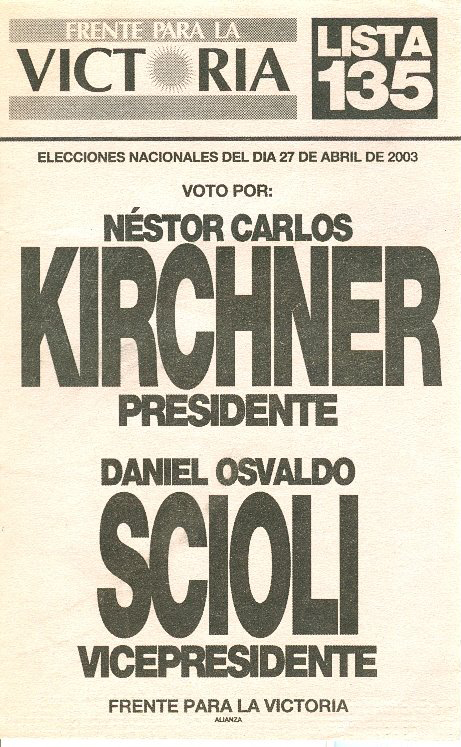
Cédula presidencial da chapa Néstor Kirchner – Daniel Scioli.

Carlos Menem concorreu para um novo mandato como presidente em 2003, e Duhalde tentou evitar que isso ocorresse. Em vez de realizar eleições primárias dentro do PJ, as eleições de 2003 usaram uma variante da Ley de Lemas. Todos os candidatos peronistas foram autorizados a concorrer nas eleições gerais, usando suas próprias chapas. Embora Kirchner tenha concorrido à presidência com o apoio de Duhalde, ele não foi a primeira escolha do presidente. Tentando impedir um terceiro termo para Menem, Duhalde se aproximou do governador de Santa Fé, Carlos Reutemann, e do governador de Córdoba, José Manuel de la Sota; Reutemann declinou, e de la Sota não concorreu por não ser suficientemente popular. Duhalde também se aproximou sem sucesso de Mauricio Macri, Adolfo Rodríguez Saá, Felipe Solá e Roberto Lavagna, todos os quais se recusaram a concorrer. Duhalde inicialmente resistiu a apoiar Kirchner, temendo que ele o ignorasse se fosse eleito. Kirchner concorreu como candidato da Frente para a Vitória, uma das várias frentes apresentadas pelo PJ. Uma vez que Kirchner foi identificado com a centro-esquerda, Duhalde nomeou Daniel Scioli, da centro-direita, como candidato a vice-presidente. Apenas um punhado de governadores peronistas apoiaram algum candidato; a maioria permaneceu neutra, aguardando a eleição para forjar um relacionamento com o vencedor.
A eleição geral foi realizada em 27 de abril. Menem ganhou o primeiro turno com 24,5% dos votos, seguido por Kirchner com 22,2%. O conservador Ricardo López Murphy terminou em terceiro lugar, substancialmente atrás dos dois principais candidatos. Como Menem estava bem aquém do patamar exigido para ganhar, um segundo turno foi agendado para 18 de maio. Ele tinha uma imagem pública negativa, e as pesquisas mostraram que Kirchner receberia entre 60% a 70% dos votos. Para evitar uma derrota humilhante, Menem desistiu do segundo turno em um movimento criticado pelos outros candidatos. O judiciário recusou os pedidos de uma nova eleição e se recusou a permitir um segundo turno entre Kirchner e López Murphy, embora López Murphy tenha dito que não participaria. A eleição foi validada pelo Congresso, e Kirchner tornou-se presidente do país. Os 22,2% de Kirchner são a menor porcentagem de votos já registrada para um presidente eleito da Argentina em uma eleição livre.
As eleições locais foram realizadas em outubro. O prefeito de Buenos Aires, Aníbal Ibarra, foi reeleito em um segundo turno contra Mauricio Macri. Nem um dos dois eram peronistas, mas Ibarra apoiou Kirchner e Macri foi apoiado por Duhalde. Duhalde permaneceu uma figura influente na província de Buenos Aires; seu aliado Felipe Solá foi eleito governador e o PJ elegeu seu maior número de deputados desde 1983 e ganhou eleições municipais em várias cidades perdidas para a UCR em 1999. Todos os três principais candidatos na província de Buenos Aires eram peronistas. As vitórias nas outras províncias deram ao PJ o controle do Congresso, e três quartos dos governadores argentinos eram peronistas. De acordo com o jornalista Mariano Grondona, a política argentina tornou-se um sistema de partido dominante.

## Presidência (2003-2007)

### Primeiros dias

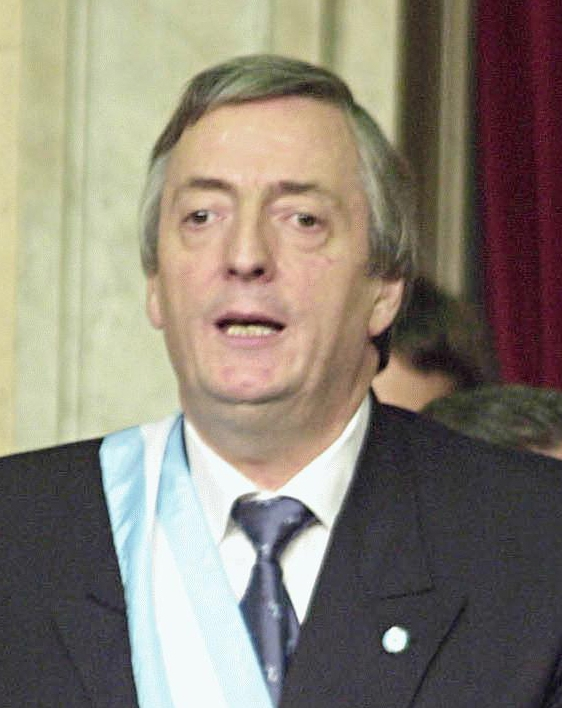
Kirchner assumindo o cargo de presidente da Argentina.

Kirchner assumiu o cargo de presidente da Argentina em 25 de maio de 2003. Ao contrário da tradição, a cerimônia foi realizada no Palácio do Congresso da Nação Argentina em vez da Casa Rosada. Ele anunciou que lideraria a mudança em muitas questões, da política à cultura. A cerimônia contou com a presença dos governadores provinciais, do presidente da Suprema Corte, Julio Nazareno, dos chefes das forças armadas e do líder cubano Fidel Castro. Raúl Alfonsín foi o único ex-presidente presente. Kirchner caminhou até a Casa Rosada ao longo da Avenida de Maio, quebrando o protocolo ao se aproximar das pessoas e foi acidentalmente atingido na cabeça por uma câmera.
Como foi eleito com uma pequena porcentagem dos votos, Kirchner procurou aumentar sua influência política e imagem pública. Procurou aliados políticos em todos os partidos políticos, não apenas no PJ. Os Radicales K o apoiou dentro da UCR. Esta prática de chegar a múltiplos partidos tornou-se conhecida como "Transversalismo". Marcando uma "imagem anti-establishment", Kirchner começou a criar "uma sensação de renovação política" na Argentina, apesar do fato de que muitos de seus associados do governo vieram da classe política tradicional. Quatro membros do gabinete de Duhalde foram mantidos. O ministro da Economia, Roberto Lavagna, creditado pela recuperação econômica, ficou no cargo para garantir que Kirchner mantivesse as políticas econômicas estabelecidas durante o governo anterior. Ginés González García permaneceu como ministro da Saúde, Anibal Fernandez foi transferido para o Ministério do Interior e José Pampuro para o Ministério da Defesa.
Kirchner trouxe quatro membros de seu gabinete como governador de Santa Cruz. Alberto Fernández, que organizou sua campanha política, foi nomeado chefe do Gabinete de Ministros. Sergio Acevedo foi encarregado da Inteligência. Julio de Vido foi nomeado ministro do Planejamento Federal, um cargo similar ao provincial. Como a nomeação de parentes não era incomum na Argentina, a nomeação de sua irmã Alicia Kirchner como ministra do Desenvolvimento Social não foi controversa. O novo chanceler, Rafael Bielsa, integrava outro partido político, o FREPASO.

### Relações com o judiciário
O poder judiciário argentino havia sido impopular desde a presidência de Carlos Menem, cuja maioria das nomeações judiciais era baseada na lealdade; seu judiciário era conhecido como a "maioria automática". Kirchner procurou remover os juízes mais polêmicos e organizou o impeachment do presidente da Suprema Corte, Julio Nazareno, que optou por demitir-se. O juiz Adolfo Vázquez também renunciou antes do impeachment, citando motivos pessoais. Os juízes Eduardo Moline O'Connor e Guillermo López também renunciaram em circunstâncias semelhantes. As vacâncias foram bem recebidas pelo público, aumentando a popularidade do presidente.
Kirchner organizou um novo sistema para nomear juízes. Em vez de simplesmente propor um novo candidato a juiz ao Congresso, a presidência primeiro divulgaria nomes de vários potenciais candidatos que seriam avaliados por várias organizações não governamentais, que determinaram se o candidato era adequado a servir como juiz. O Ministério da Justiça compilou todo o apoio e crítica, e o presidente decidiu então qual candidato seria proposto ao Congresso, que tomou a decisão final, como no sistema anterior. Raúl Zaffaroni, ex-político da FREPASO, foi o primeiro nomeado para o judiciário sob o novo sistema. Ele foi seguido por Elena Highton de Nolasco, a primeira mulher nomeada para a Suprema Corte. A nomeação de Carmen Argibay (outra juíza) foi controversa, visto que era ateia e defensora da legalização do aborto. Os juízes tiveram pontos de vista liberais sobre a justiça criminal, contrariando as demandas sociais por políticas mais severas e pró-vítimas após o assassinato de Axel Blumberg. No entanto, a nova Suprema Corte teve pouco poder político, já que o governo nacional ignorou todas as decisões que não lhe eram favoráveis.

### Política econômica

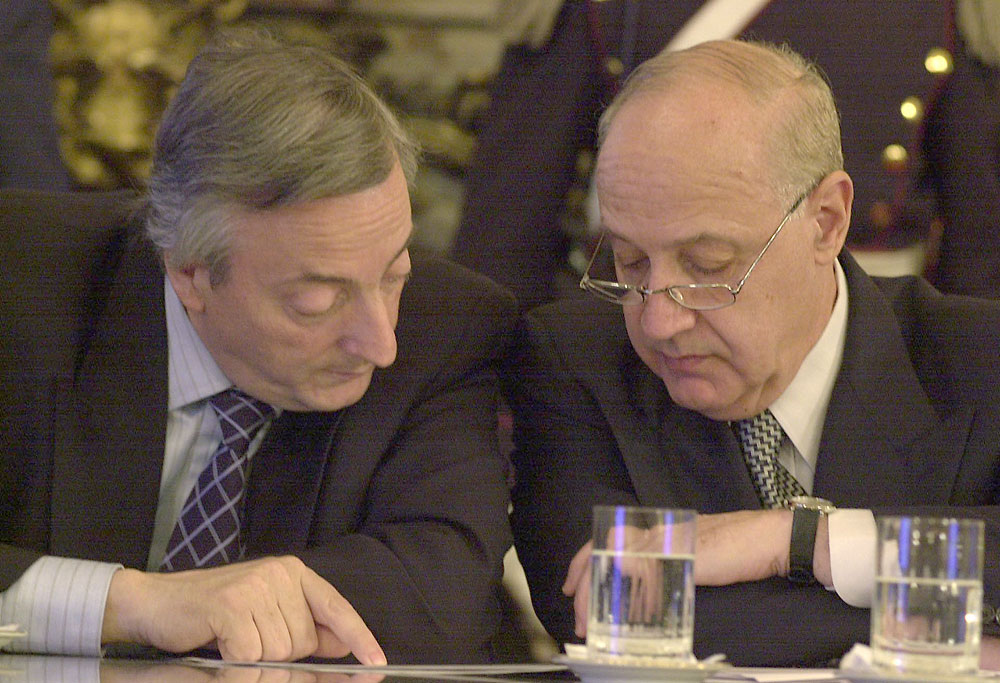
Kirchner e Roberto Lavagna, ministro da Economia durante a maior parte de seu governo.

Os pilares do plano econômico foram os excedentes do orçamento comercial e fiscal e uma alta taxa de câmbio para o dólar dos Estados Unidos. O superávit foi aumentado por impostos cobrados durante a presidência de la Rúa e a desvalorização ocorrida durante o governo Duhalde. Kirchner procurou reconstruir a base industrial argentina, obras e serviços públicos, renegociando o funcionamento dos serviços públicos privatizados por Carlos Menem e de propriedade de empresas estrangeiras. Suas políticas foram acompanhadas por uma retórica nacionalista favorável aos pobres. No entanto, apesar da prosperidade financeira, não houve diminuição significativa no número de pessoas que viviam na pobreza, que era de oito a dez milhões de pessoas, ou quase 25% do país.
Kirchner e Lavagna negociaram uma permuta para a dívida nacional inadimplente em 2005, um valor reduzido para um terço da dívida original. Kirchner recusou um programa de ajuste estrutural, e, em vez disso, fez um único pagamento ao FMI com reservas do Banco Central. Embora a economia tenha crescido a uma taxa anual de 8% durante seu governo, grande parte de tal crescimento foi devido a condições internacionais favoráveis (como, por exemplo, o Boom das Commodities) ao invés das políticas nacionais. A Argentina foi beneficiada pelo aumento do preço internacional da soja e outros alimentos. O investimento estrangeiro manteve-se baixo devido à hostilidade argentina em relação ao FMI, aos EUA e ao Reino Unido, a renacionalização de empresas privatizadas (como o abastecimento de água, administrado pela empresa francesa Suez), isolamento diplomático e intervencionismo estatal. O setor energético sofreu e a falta de investimento reduziu as reservas de energia durante a década de 2000.
Lavagna propôs retardar o crescimento econômico e controlar a inflação. Kirchner rejeitou a ideia, promovendo aumentos salariais para reduzir a desigualdade econômica e estendendo o seguro-desemprego e outros tipos de assistência social. Serviços públicos como transporte, eletricidade, gás e abastecimento de água foram subsidiados e mantidos a preços baixos. As indústrias alimentícias também foram subsidiadas. Os subsídios eventualmente se expandiram para várias áreas incomuns. Isso aumentou a atividade econômica, mas também aumentou a inflação e reduziu o investimento privado nessas áreas. Incapaz de controlar a inflação, o governo influenciou o Instituto Nacional de Estatística e Censos da Argentina, que a subestimou, bem como a pobreza. A lei dos superpoderes, sancionada durante a crise, foi prorrogada e eventualmente tornada permanente em 2006; esta lei permitiu ao presidente reorganizar o orçamento com supervisão do Congresso.
Kirchner procurou conquistar a União Central dos Trabalhadores Argentinos e líderes de facções piquetero mais moderadas para reduzir as chances de greves e protestos. No entanto, continuou a se opor a elementos da linha dura do movimento piquetero, como Raúl Castells. A política de Kirchner ajudou a fragmentar os piqueteros, com alguns declarando sua fidelidade ao presidente enquanto outros continuaram se opondo a ele. Seu sistema usual de protesto (bloqueando ruas) os tornou altamente impopulares. No entanto, Kirchner se recusou a reprimir os protestos dos piqueteros para evitar o risco de mais violência.
Lavagna recusou-se a candidatar-se a senador nas eleições de meio mandato de 2005 e criticou o excesso de preço das obras públicas administradas pelo ministro de Planejamento Federal Julio de Vido. Como consequência, Kirchner pediu para Lavagna se demitir. O secretário de Finanças, Guillermo Nielsen, que gerenciou a reestruturação da dívida, também renunciou. Felisa Miceli, chefe do Banco de la Nación Argentina, substituiu Lavagna como ministra da Economia. Miceli renunciou em 2007, meses antes das eleições presidenciais, por causa de um escândalo envolvendo uma bolsa com uma grande quantidade de dinheiro que foi encontrada no banheiro de seu escritório. Ela foi substituída pelo secretário da Indústria Miguel Gustavo Peirano.

### Política externa

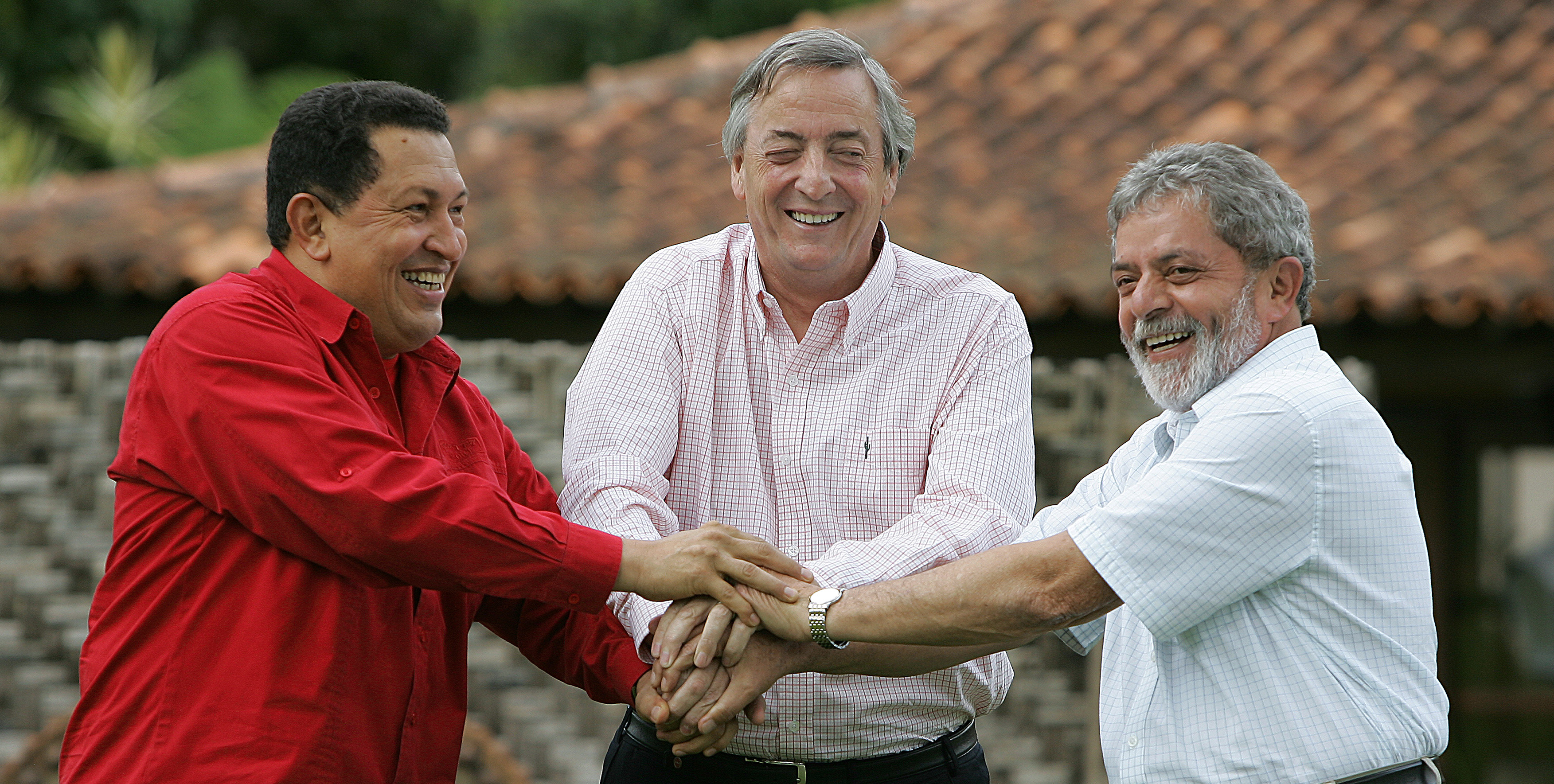
Kirchner e os presidentes Hugo Chávez, da Venezuela, e Luiz Inácio Lula da Silva, do Brasil, em um encontro de 2006 em Brasília.

Kirchner empreendeu uma abordagem pragmática para a política externa argentina, e as relações Argentina–Estados Unidos não continuaram a ter as mesmas relações especiais da década de 1990. O chanceler Rafael Bielsa chamou a relação entre os países de "cooperação sem coabitação" em contraste com a da era Menem, conhecida como "relações carnais". Kirchner se opôs à proposta da Área de Livre Comércio das Américas, uma vez que se baseava na regra da maioria entre todos os países das Américas, enquanto ele preferia um sistema de representação proporcional que teria dado ao bloco do Mercosul mais influência. A Quarta Cúpula das Américas, organizada em Mar del Plata, terminou com violentos protestos contra o presidente dos Estados Unidos, George W. Bush; as negociações ficaram paralisadas e a ALCA não foi implementada. Kirchner disse às Nações Unidas que, embora se opusesse ao terrorismo, não apoiava a Guerra ao Terror. Também se recusou a receber o secretário de Defesa norte-americano, Donald Rumsfeld, e enviou forças para a Missão das Nações Unidas para a estabilização no Haiti (MINUSTAH).
Kirchner buscou uma maior integração com outros países da América Latina. Reviveu e tentou fortalecer o bloco comercial do Mercosul e melhorou as relações com o Brasil, mas sem um alinhamento automático com esse país, o poder regional da América do Sul. O presidente tentou manter um ponto intermediário entre o Brasil e a Venezuela, já que considerava o brasileiro Luiz Inácio Lula da Silva muito conservador, e o venezuelano Hugo Chávez muito antiamericano. Kirchner trabalhou com os presidentes de centro-esquerda Lula e o chileno Ricardo Lagos, e os governantes de esquerda Chávez, Fidel Castro de Cuba e Evo Morales da Bolívia. Ele estabeleceu uma aliança política com o governo de Chávez e, até 2008, as exportações argentinas para a Venezuela quadruplicaram em relação a 2002. Foi criada uma comissão militar bilateral com a Venezuela, através da qual se realizaram algumas trocas tecnológicas.

### Eleições de meio de mandato de 2005

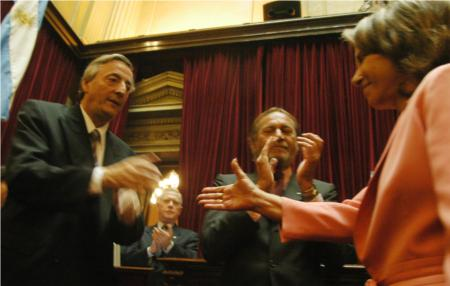
Néstor Kirchner encontrando-se com Hilda González de Duhalde

Kirchner logo se distanciou de Duhalde, removendo do governo os que eram próximos ao ex-presidente para reduzir sua influência política. Também buscou apoiadores em todo o espectro social e político para combater a influência de Duhalde no partido. Embora Duhalde não estivesse inicialmente contra Kirchner, Kirchner tentou impedir a presença de lideranças alternativas no PJ. No entanto, eles colocaram suas diferenças de lado durante as eleições legislativas de outubro de 2003. A disputa foi prejudicada pelo peso político da província de Buenos Aires (a mais populosa da Argentina, com quase 40% do eleitorado nacional), o que continuou a ocorrer durante as eleições de meio de mandato de 2005. Sem consenso no PJ para um candidato a senador na província de Buenos Aires, ambos os líderes tiveram suas esposas como candidatas ao cargo: Hilda González de Duhalde pelo PJ e Cristina Fernández de Kirchner pela Frente para a Vitória, que disputou a eleição como um partido diferente. A Frente para a Vitória obteve mais votos, mas tanto Cristina quanto Hilda, cujo partido ficou em segundo lugar, foram eleitas. Como em 2003, as eleições foram definidas por facções peronistas; os partidos da oposição não conseguiram criar uma frente nacional unida. A vitória deu a Kirchner a confiança para remover Lavagna, Rafael Bielsa, José Pampuro e Alicia Kirchner de seu gabinete e substituí-los por ministros que, embora menos conhecidos, tivessem perspectivas mais próximas da sua.

### Política dos direitos humanos

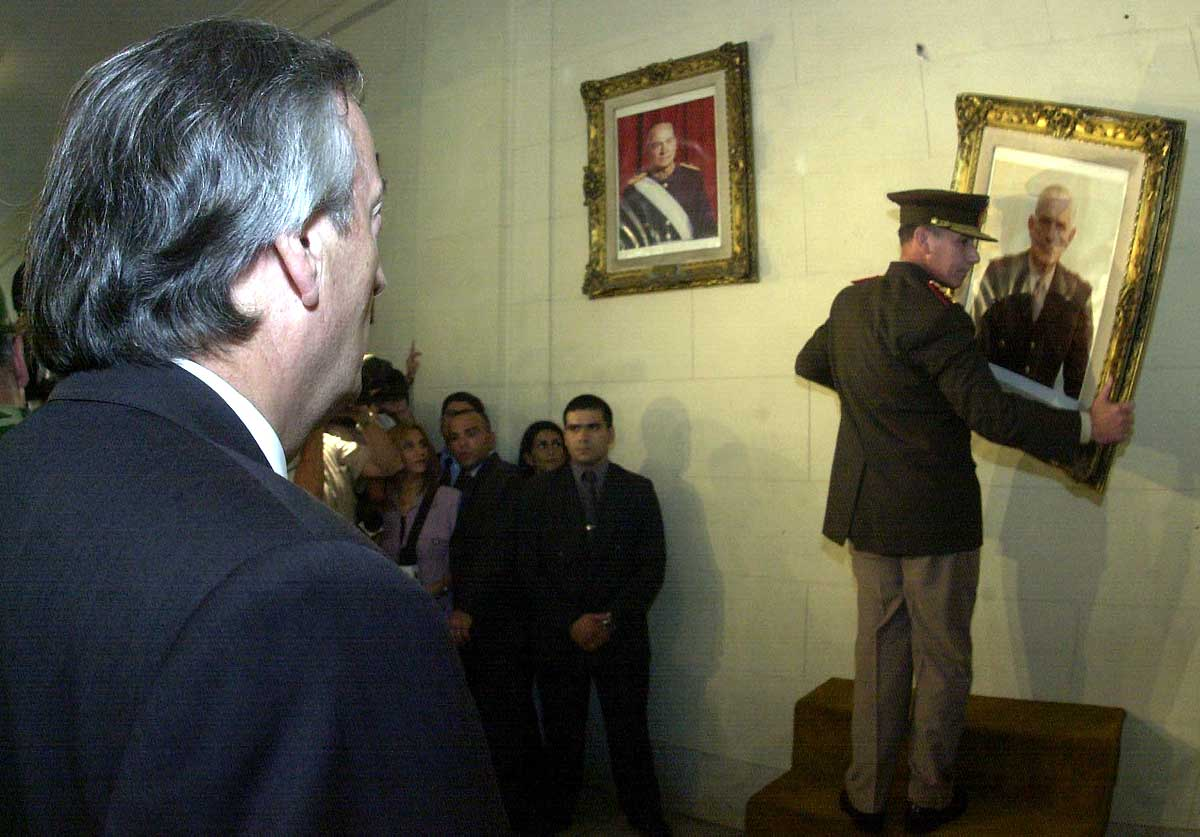
Kirchner supervisionando a remoção de retratos de militares do Processo de Reorganização Nacional no Colégio Militar Nacional.

Embora a Guerra Suja tenha terminado na década de 1980, Kirchner a considerou uma questão não resolvida. Em seu discurso de posse, apoiou organizações de direitos humanos que buscavam o encarceramento dos militares ligados ao Processo de Reorganização Nacional. Também ordenou que as principais lideranças militares se aposentassem. Kirchner enviou um projeto de lei ao Congresso para anular a Lei de Ponto Final e a Lei de Obediência Devida, que pararam os julgamentos dos militares por crimes relacionados à Guerra Suja. As leis foram revogadas em 1998, mas essa revogação teve pouco significado legal, uma vez que apenas uma anulação reabriria os casos. Embora essa iniciativa tenha sido contrariada por Duhalde e Scioli, a maioria dos legisladores a considerou um gesto simbólico, uma vez que a constitucionalidade das leis seria decidida pela Suprema Corte. Ambas as leis foram anuladas pelo Congresso em agosto de 2003, e como resultado muitos casos foram reabertos. A Suprema Corte declarou as leis, e os indultos presidenciais de Menem, inconstitucionais em 2005. Jorge Julio López, testemunha em um julgamento do policial Miguel Etchecolatz, desapareceu em 2006. Isso causou um escândalo nacional, já que se suspeitava de que ele havia desaparecido para intimidar outras testemunhas nos próximos julgamentos, e o governo não conseguiu localizá-lo.
Kirchner mudou a política de extradição, permitindo a extradição para pessoas perseguidas no exterior e não enfrentando acusações no país. Também apoiou os pedidos de organizações de direitos humanos para transformar antigos centros de detenção em memoriais para os desaparecidos. A Argentina tornou-se signatária da Convenção da ONU Sobre a Não Aplicação de Limitações Legais aos Crimes de Guerra e Crimes Contra a Humanidade em 2003. Uma interpretação criativa da convenção pelos tribunais permitiu que eles contornassem as limitações estatutárias aos crimes cometidos décadas atrás, e também a aplicabilidade de leis que não estavam em vigor no momento dos crimes.
As Mães da Praça de Maio realizaram sua manifestação final em 2006, acreditando que Kirchner, ao contrário dos presidentes anteriores, não era seu inimigo. Elas se tornaram aliadas políticas de Kirchner, que os colocou em locais proeminentes durante seus discursos, e o grupo se tornou uma poderosa ONG. O presidente ainda ressaltou o controle civil sobre os militares ao nomear Nilda Garré - que tinha sido uma prisioneira política durante a Guerra Suja - como a primeira mulher a comandar o Ministério da Defesa do país. Como resultado de suas políticas e abordagem, as relações entre as autoridades civis e os militares permaneceram tensas durante a presidência de Kirchner.
Embora Kirchner tenha repudiado as forças militares que participaram da Guerra Suja, ele ignorou os movimentos guerrilheiros da época. O governo ignorou o 30.º aniversário do ataque do ERP contra regimento de tanques em Azul e o 15.º aniversário do ataque de 1989 contra o quartel de La Tablada. De acordo com Rosendo Fraga, Kirchner minimizou a presença de organizações terroristas durante a Guerra Suja. Os guerrilheiros que se suicidaram ou que foram executados por suas próprias organizações foram re-categorizados em 2006 como vítimas do terrorismo de Estado, e seus sobreviventes foram compensados pelo Estado. No entanto, as vítimas da guerrilha não foram compensadas. O jornalista Ceferino Reato disse que os Kirchner procuraram substituir a teoria dos dois demônios, que culpou tanto os militares quanto a guerrilha pela Guerra Suja, com uma "teoria dos anjos e dos demônios", que culpava apenas os militares.

## Pós-presidência

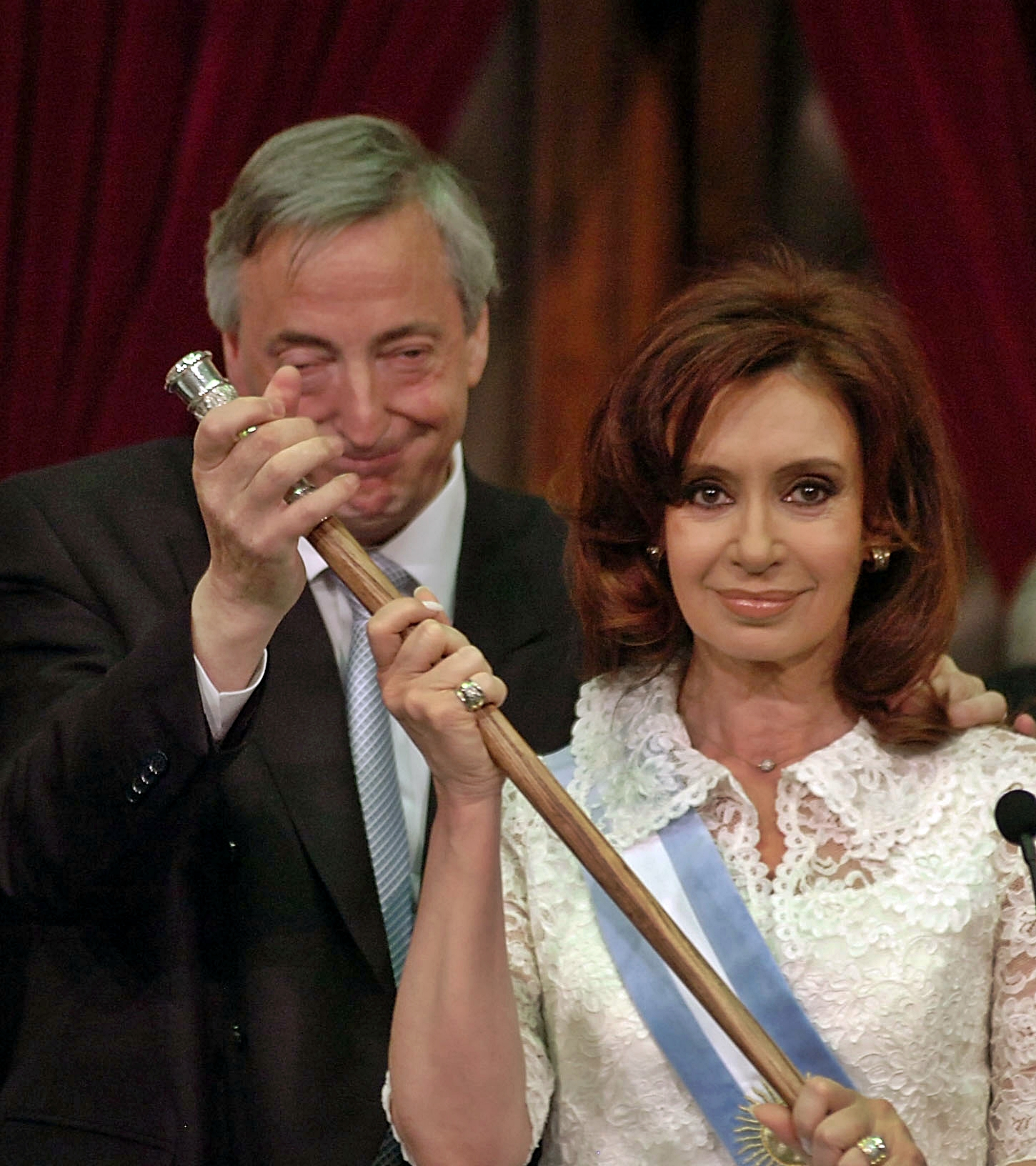
Néstor passando o bastão presidencial para Cristina Kirchner durante sua posse, em 10 de dezembro de 2007.

Kirchner não concorreu à reeleição na eleição de 2007. Sua esposa, Cristina Fernández de Kirchner, concorreu em seu lugar. Observadores da mídia suspeitaram que Kirchner tomou tal decisão para contornar os limites de mandato, trocando os papéis com sua esposa. Cristina Kirchner foi eleita e Néstor Kirchner tornou-se o primeiro-cavalheiro. Ele permaneceu altamente influente durante o mandato de sua esposa, supervisionando a economia e liderando o PJ. Seu casamento foi comparado com os de Juan e Eva Perón e Bill e Hillary Clinton.
Kirchner participou da Operação Emmanuel na Colômbia em dezembro de 2007, que procurou liberar um grupo de reféns das FARC, incluindo a política colombiana Íngrid Betancourt. O ex-presidente retornou à Argentina depois que as negociações fracassaram. Os reféns foram libertados um ano depois pela Operação Jaque, uma operação secreta dos militares colombianos.
Em 2008, Néstor Kirchner desempenhou um papel ativo no conflito do governo com o setor agrícola, quando Cristina introduziu um novo sistema de tributação para as exportações agrícolas que aumentou de 35% para 44% o imposto sobre as exportações de soja. Naquela época, Néstor se tornou presidente do Partido Justicialista e apoiou publicamente sua esposa no conflito; Kirchner acusou o setor agrícola de tentar um golpe de Estado. Ele participou de uma manifestação no Palácio do Congresso da Nação Argentina apoiando o esquema de impostos móveis às exportações de grãos. Muitos senadores que apoiavam o governo rejeitaram a proposta e a votação ficou empatada em 36-36. O vice-presidente Julio Cobos, presidente da Câmara de Senadores, emitiu o voto decisivo em oposição à medida.
Nas eleições legislativas de junho de 2009, Kirchner foi derrotado por Francisco de Narváez, da coalizão da União PRO, nas eleições para a Câmara dos Deputados na Província de Buenos Aires. A Frente para a Vitória foi derrotada em Buenos Aires, Santa Fé e Córdoba, e os Kirchner perderam a maioria do Congresso. O desencanto dos eleitores com os Kirchner foi causado pela inflação, pelo crime e pelo conflito agrícola do ano anterior, o que lhes custou o apoio rural. Nas últimas sessões do legislativo, os Kirchner conseguiram a aprovação de projetos polêmicos, como a Lei de Mídia. O casal descreveu a iniciativa como uma lei antimonopólio para limitar a propriedade da mídia, mas em vez disso os críticos consideraram que seria usada para reduzir a liberdade de imprensa.
Kirchner foi nomeado pelo Equador para o cargo de Secretário-geral da União de Nações Sul-Americanas (UNASUL), mas a indicação foi rejeitada pelo Uruguai quando o país esteve envolvido com a Argentina em uma disputa relacionada a uma fábrica de celulose. A disputa foi resolvida em 2010; o novo presidente uruguaio, José Mujica, apoiou Kirchner, que foi eleito por unanimidade o primeiro secretário-geral da UNASUL em uma cúpula dos Estados-membros em Buenos Aires em 4 de maio. Nesta função, mediou com sucesso a crise diplomática entre a Colômbia e a Venezuela em 2010.

## Estilo e ideologia

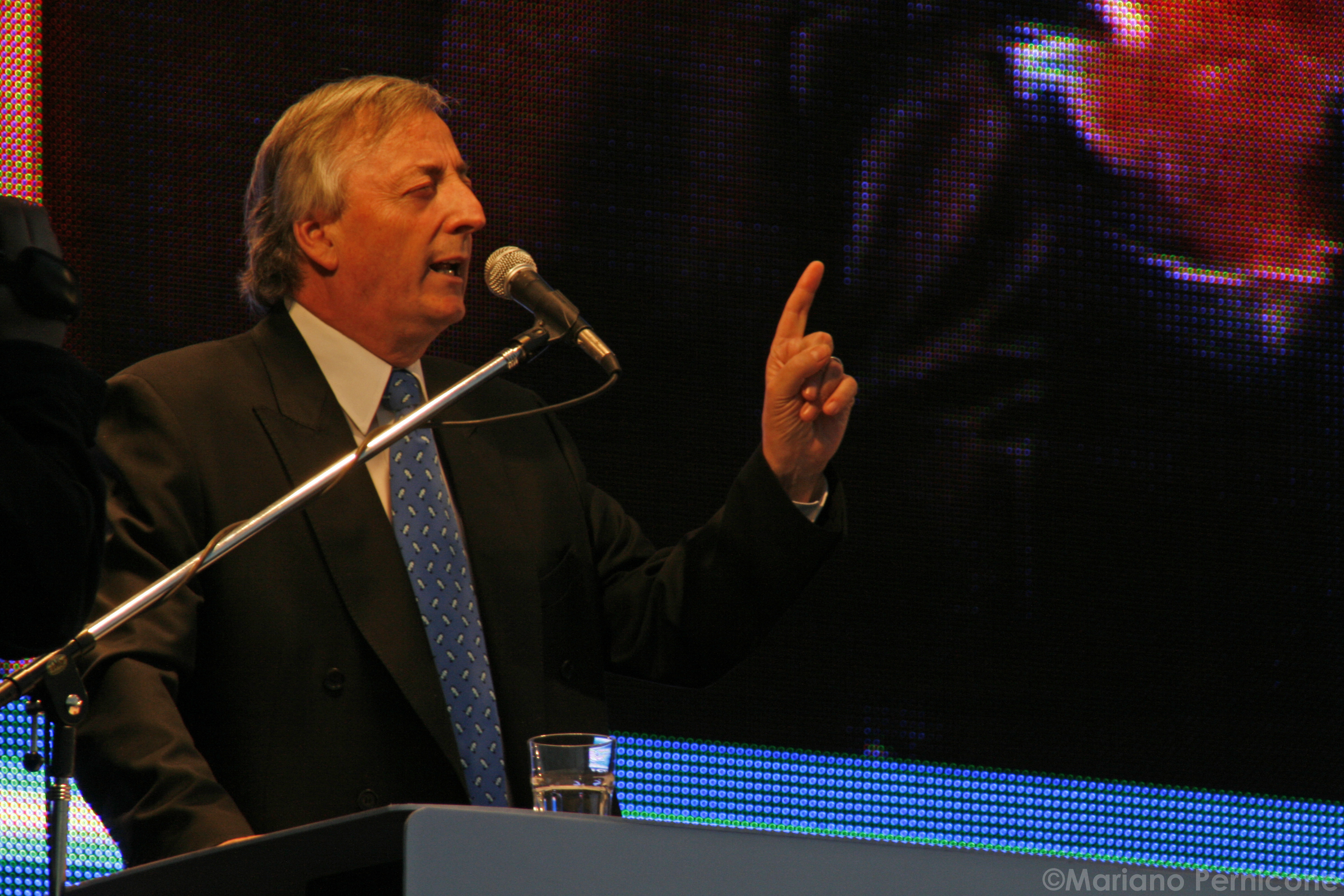
Kirchner discursando em 2009

Kirchner foi rotulado como um presidente de esquerda e progressista, com o crítico cultural Alejandro Kaufman afirmando que Kirchner era "um social-democrata argentino: um peronista de centro-esquerda", e que foi eleito em uma plataforma "progressista-moderada". No entanto, essa avaliação é relativa. Embora tenha sido mais de esquerda do que presidentes argentinos anteriores de Alfonsín a Duhalde e o brasileiro Lula, estava mais à direita do que presidentes latino-americanos como Chávez e Fidel. A abordagem nacionalista de Kirchner para a disputa de soberania das Ilhas Falkland foi mais próxima da direita, e não considerou políticas da esquerda como a socialização da produção ou a nacionalização dos serviços públicos que foram privatizados no governo Menem. Também não tentou modificar as relações igreja-estado ou reduzir as forças armadas. Suas opiniões econômicas foram influenciadas por seu mandato em Santa Cruz: uma província rica em petróleo, gás, pesca e turismo, com uma economia voltada para o setor primário. Normalmente evitando políticas de longo prazo, moveu-se para a esquerda ou para a direita de acordo com as circunstâncias. Muitos ativistas da esquerda na Argentina eram céticos sobre a sinceridade de seu compromisso com ideais progressistas e que ajudassem a subclasse.
Um peronista, Kirchner lidava com o poder político da mesma forma que os líderes peronistas tradicionalmente faziam. Entretanto, procurou se retratar como diferente dos líderes peronistas anteriores. Fez uso frequente de controvérsias com outras forças políticas ou sociais e a polarização da opinião pública, que se tornou característica de seu estilo político. Esta estratégia foi usada contra vários setores, como o financeiro, militar e jornais com vários graus de sucesso. Kirchner procurou gerar uma imagem contrastante com os ex-presidentes Menem e de la Rúa. Menem foi visto como frívolo e de la Rúa como duvidoso, então Kirchner tentou ser visto como sério e determinado.
Kirchner procurou concentrar o poder político, e a lei emergencial de superpoderes que deu poderes discricionários ao presidente para mudar o orçamento nacional foi periodicamente renovada. A Frente para a Vitória (concebida como um lema do PJ) tornou-se uma aliança política do PJ, facções pró-Kirchner em outras partes e partidos de esquerda menores. A população progressista, sem liderança desde a crise que desacreditou a UCR, também apoiou a nova coalizão. A maioria dos peronistas simplesmente desertou para o novo partido, e o fim da crise econômica e o controle discricionário das finanças estatais permitiram que Kirchner disciplinasse seus aliados e cooptasse seus rivais. Como consequência, o Congresso tornou-se compatível e a oposição não conseguiu apresentar uma alternativa credível ao governo. Além de concentrar o poder, Kirchner microgeriu a maioria das tarefas governamentais ou as atribuiu a auxiliares confiáveis, independentemente da hierarquia do gabinete. Ele geriu relações com os Estados Unidos e o Brasil, deixando relações com a Bolívia e a Venezuela nas mãos do ministro do Planejamento Federal Julio de Vido. Não houve reuniões do gabinete durante a presidência de Kirchner, algo raro em um governo nacional; isso pode ter sido influenciado por seu mandato em Santa Cruz, uma província pouco povoada, na qual o gabinete era de pouca utilidade e as decisões foram tomadas principalmente pelo governador.

## Alegações de enriquecimento ilícito

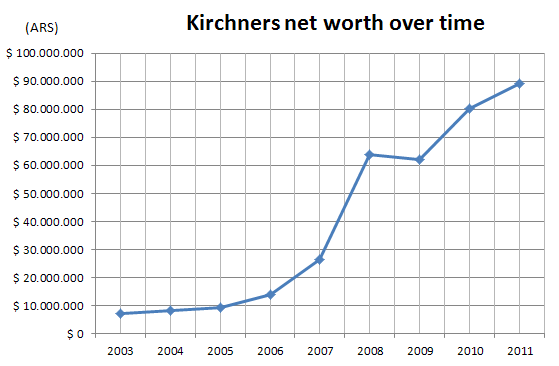
Gráfico indicando a evolução do patrimônio líquido dos Kirchner

O caso Skanska ocorreu no decorrer da presidência de Kirchner, durante o qual vários membros do ministério de Vido foram acusados de pedirem suborno em licitações para construção de gasodutos, com base em uma gravação dos funcionários da Skanska em que se discute os subornos. O caso foi encerrado em 2011, quando se determinou que a fita não era uma prova aceitável e não havia superfaturamento. Foi reaberto em 2016 (com Cristina Kirchner fora do governo), e a fita foi aceita como prova.
O patrimônio líquido dos Kirchner aumentou em 4.500% entre 1995 e 2010. Um aumento substancial ocorreu em 2008, de 26,5 milhões para 63,5 milhões de pesos argentinos, devido à venda de terrenos que possuíam a longa data, aluguel de hotéis e depósitos a prazo fixo em pesos argentinos e dólares norte-americanos. Eles fundaram uma empresa de consultoria empresarial, a El Chapel, e estabeleceram as empresas Hotesur SA e Los Sauces para gerenciar seus hotéis de luxo em El Calafate. Os Kirchner expandiram a Comasa, uma empresa da qual tinham 90% de participação. Seus salários como políticos representaram 3,62% de seus ganhos totais.
Kirchner foi julgado por enriquecimento ilícito em 2004, com o caso centrado no aumento de sua riqueza de 1995 a 2003. O caso foi tratado pela primeira vez pelo juiz Juan José Galeano e depois enviado a Julián Ercolini, que o absolveu em 2005. Um novo caso envolvendo o casal foi julgado por Norberto Oyarbide, que os absolveu em 2010.
O programa de TV Periodismo para todos exibiu uma investigação em 2013 detalhando um caso de desvios e uma trilha de dinheiro envolvendo os Kirchner e o empresário Lázaro Báez. Báez ganhou 95% dos processos licitatórios na província de Santa Cruz desde 2003, mais de quatro bilhões de pesos, e o escândalo ficou conhecido como a "Rota do Dinheiro K". No escândalo HoteSur em 2014, uma empresa de propriedade de Báez alugou mais de 1 100 quartos por mês em hotéis da família Kirchner mesmo quando estavam desocupados. Suspeitou-se se tratar de um esquema de lavagem de dinheiro, canalizando o dinheiro das obras públicas para a família Kirchner.
Em abril de 2016, o secretário e confidente de Kirchner, Daniel Muñoz (que morreu no início do ano), foi identificado nos Panama Papers como dono da empresa de investimentos imobiliários Gold Black Limited. O diretor da empresa Sergio Todisco foi investigado por promotores que suspeitavam que a empresa fosse usada para lavagem de dinheiro. No final do ano, o juiz Julián Ercolini indiciou Cristina Kirchner e vários membros de seu gabinete, acusando-os de associação criminosa que teria começado quando Nestor Kirchner se tornou presidente.

## Morte

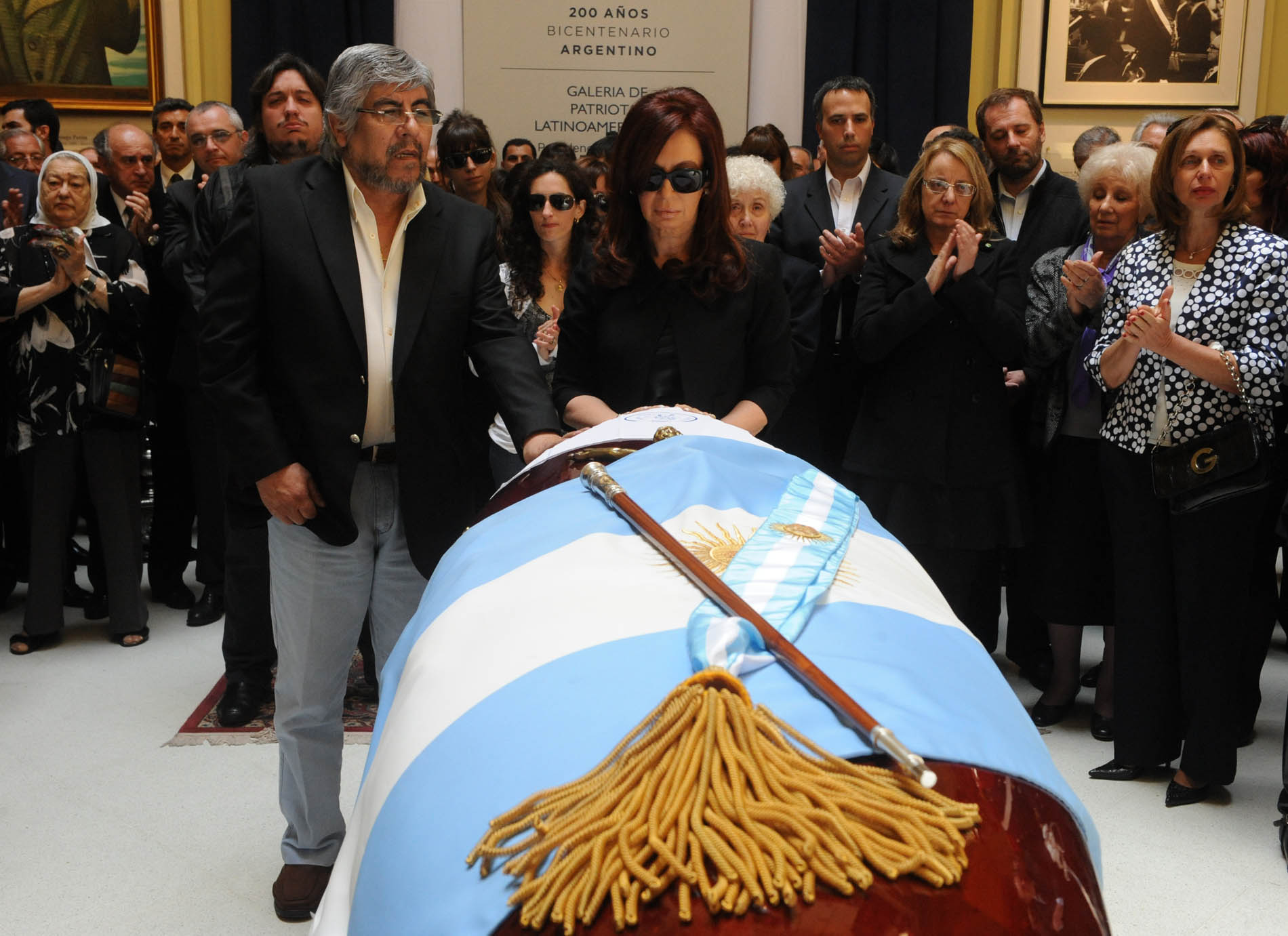
Cristina Fernández de Kirchner e Hugo Moyano ao lado do caixão de Néstor

Kirchner morreu em 27 de outubro de 2010, aos 60 anos de idade. Era um feriado nacional para o Instituto Nacional de Estatística e Censos da Argentina realizar um censo, então ele estava em sua casa em El Calafate. Após uma parada cardíaca, Kirchner foi apressadamente levado para um hospital local e foi declarado morto às 9:15 da manhã. Ele havia sido submetido a dois procedimentos médicos naquele ano: uma cirurgia em sua artéria carótida direita em fevereiro e uma angioplastia em setembro. Sua morte foi uma surpresa para a população argentina, a quem Kirchner sempre ilustrou seus problemas cardíacos como não muito graves.
O corpo foi levado para a Casa Rosada, a sede da presidência, para um funeral de Estado, e três dias de luto nacional foram declarados. Milhares de pessoas compareceram ao funeral, apesar das fortes chuvas. De acordo com relatos da mídia, mil pessoas por hora entraram na Casa Rosada em grupos de cem a 150. Cristina Kirchner, vestida de luto, estava ao lado do caixão. As pessoas trouxeram velas, bandeiras e flores, algumas das quais Cristina aceitou pessoalmente.
A morte de Kirchner provocou reações internacionais momentos depois que foi anunciada, com o Brasil e a Venezuela também declarando três dias de luto nacional. O presidente colombiano Juan Manuel Santos e a Organização dos Estados Americanos declararam um momento de silêncio, e o presidente dos Estados Unidos, Barack Obama, enviou suas condolências. Os participantes do funeral de Kirchner incluíram Chávez e Lula.

## Legado

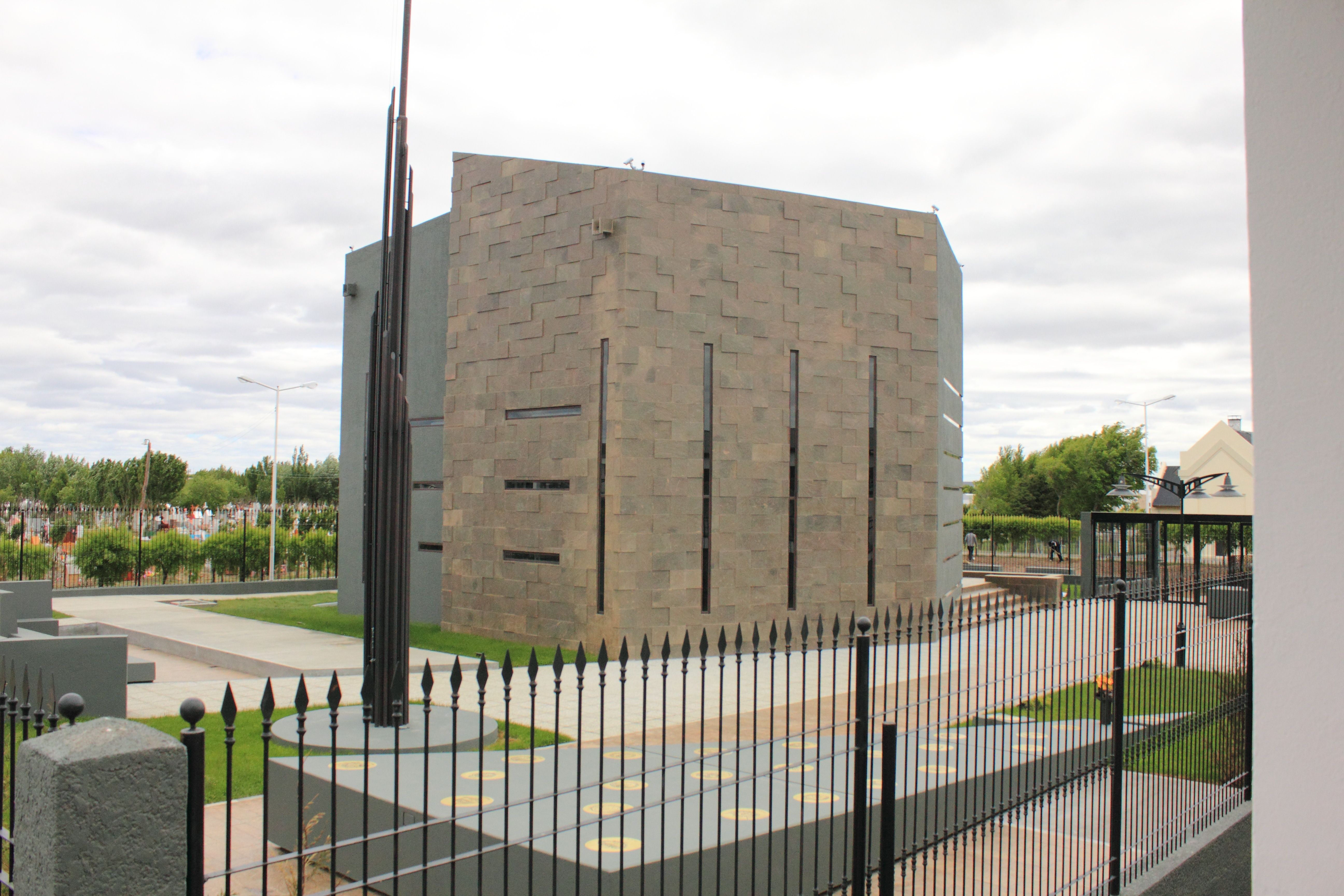
O Mausoléu de Néstor Kirchner em Río Gallegos, Santa Cruz foi construído por Lázaro Báez.

Embora fosse sabido que Kirchner tinha problemas de saúde, sua morte foi inesperada, e teve um grande impacto na política argentina. Kirchner morreu em uma idade precoce, enquanto ainda era uma figura altamente influente na política, apesar de não ser presidente na época. Os presidentes Manuel Quintana, Roque Sáenz Peña e Roberto María Ortiz morreram no cargo, mas nenhum deles tinha uma influência política comparável com de Kirchner. O presidente Juan Perón teve um poder semelhante e morreu no cargo, mas sua morte não foi inesperada, já que ele já havia alcançado a expectativa de vida da época. Outras figuras da história da Argentina que alcançaram grande influência política, como José de San Martín, Juan Manuel de Rosas, Julio Argentino Roca, Carlos Pellegrini e Hipólito Yrigoyen, morreram quando já estavam aposentados da política, ou mesmo no exterior.
Inicialmente, a morte de Kirchner causou um vazio de poder, já que Cristina havia governado como uma "testa de ferro", enquanto Néstor ainda administrava o governo. Ela mudou o estilo do governo, tornando-o mais autoritário, e mais crítico com os EUA. Ela rompeu com aliados de seu marido, como o líder sindical Hugo Moyano, e, em vez disso, aumentou a influência política da ala jovem La Cámpora. Cristina também confiava em sua imagem pública mais do que seu marido. A popularidade dos Kirchner estava em declínio no momento da morte de Néstor, mas depois de ser viúva, a popularidade de Cristina aumentou consideravelmente. Como resultado, foi reeleita em 2011 por uma larga margem.
O Relato K construiu um culto de personalidade em torno da figura de Kirchner. Enquanto estava no cargo, Cristina evitou se referir a Néstor pelo nome, referindo-se ao ex-presidente como "Ele", com ênfase no pronome e com uma forma universalmente capitalizada. Como na língua inglesa, na língua espanhola esta figura de fala é geralmente reservada para fazer referência à Deus. Kirchner também foi comparado com San Martín, na tentativa de levá-lo a um status similar a de um herói nacional. Esta comparação foi incluída, por exemplo, em um vídeo oficial do Ministério da Previdência Social. Um mês depois de sua morte, muitos distritos renomearam ruas, escolas, bairros, instituições e outros lugares para "Néstor Kirchner". Alguns exemplos notáveis são o Centro Cultural Néstor Kirchner (anteriormente "Centro Cultural do Bicentenário") e a segunda etapa do campeonato Argentino de Futebol de 2010–11. A mudança mostrou-se controversa em algumas cidades, como Caleta Olivia, onde a rua renomeada era anteriormente denominada em homenagem a veteranos da Guerra das Malvinas. Um projeto de lei para renomear uma rua para Kirchner foi rejeitado em Apóstoles, Misiones. Nenhuma lei de renomeação foi considerada em Buenos Aires, uma vez que uma lei anterior só permitia que as ruas fossem nomeadas em homenagem a pessoas que morreram pelo menos uma década antes. A presidência de Mauricio Macri em 2016 propôs um projeto de lei para proibir que lugares ou instituições públicas recebessem o nome de pessoas que não tivessem morrido pelo menos duas décadas antes; se aprovado, todas as propriedades do Estado com o nome de Kirchner teriam que ser renomeadas.

## Nota
- Este artigo foi inicialmente traduzido, total ou parcialmente, do artigo da Wikipédia em inglês cujo título é «Néstor Kirchner», especificamente desta versão.